# カプセルホテル

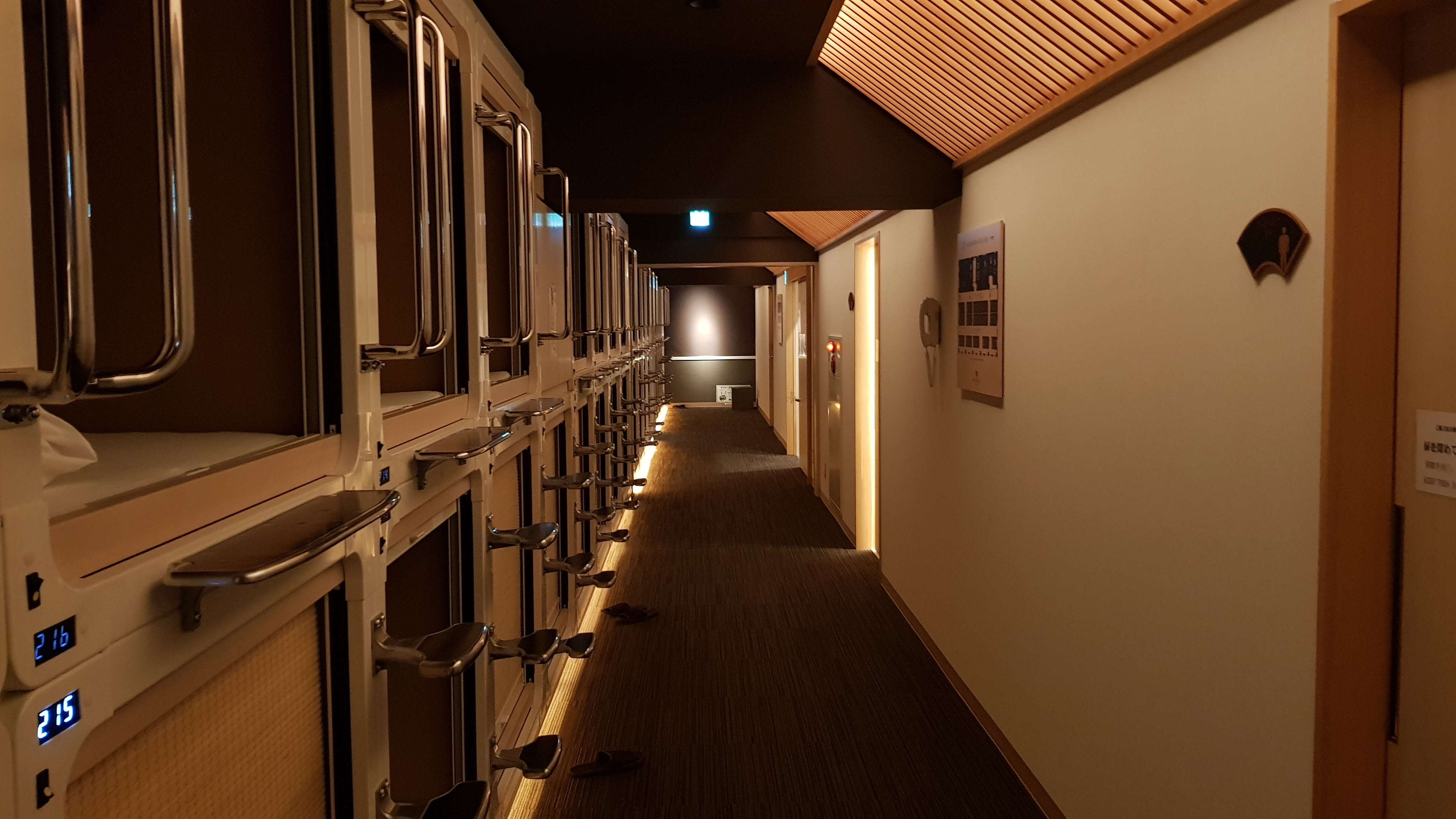
カプセルホテル

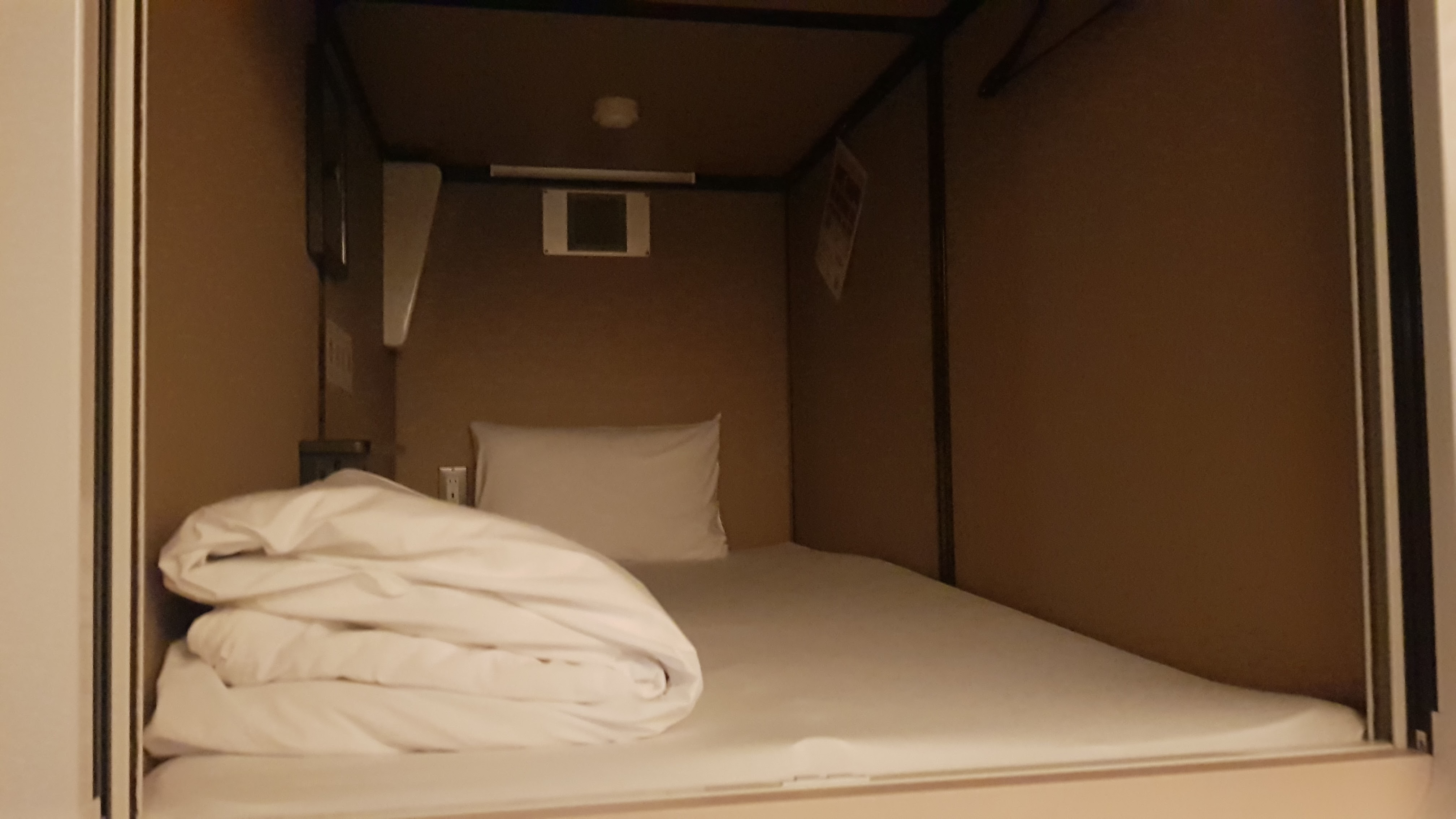
カプセルの内部

カプセルホテルは、日本で見られる、簡易ベッドを備えたカプセル状（箱形、またはそれ相当の個室）の寝室を提供する宿泊施設である。旅館業法では、ホテル営業ではなく簡易宿所営業にあたる。

## 概要
ビジネスホテルと同様に、都市の繁華街に多く立地している。カプセルホテル単独の施設のほか、サウナ店に併設されるケースも多い。
1979年、ニュージャパン観光が大阪府大阪市梅田に初のカプセルホテルとなる「カプセルホテル・イン大阪」を開業した。
カプセルホテルを発案したのは、大阪でサウナなどの経営に携わっていた中野幸雄と、家具メーカーのコトブキの社員であった福西利文である（正確には、福西利文の名義で特許申請したもの）。当時、サウナのフロアで雑魚寝をしていた客がしっかり睡眠できるように、社長の中野が要望したことがきっかけとなっている。
また、設計は建築家の黒川紀章が担当したが、これは大阪万博で「カプセル住宅」を展示していたことからオファーを受けたものである。なお、実際の製品化はコトブキ・パナソニックが行った。
一般にビジネスホテルに比べて安価であるが、快適に滞在・就寝できるように設備を充実させた高級なカプセルホテルや、同じ施設内で広さなどによりグレード・料金が異なる複数のタイプの寝室を設けたカプセルホテルが増えている。ベッド以外に、テーブルが置かれているカプセルホテルや、ネットカフェの様な漫画、時間制で食べ放題の食事サービスなどが併設されたものも存在する。こうした高級カプセルホテルでは、安めのビジネスホテルと同レベルの料金となっている例も多い。また、女性限定のカプセルホテルもある。

## 設備・施設

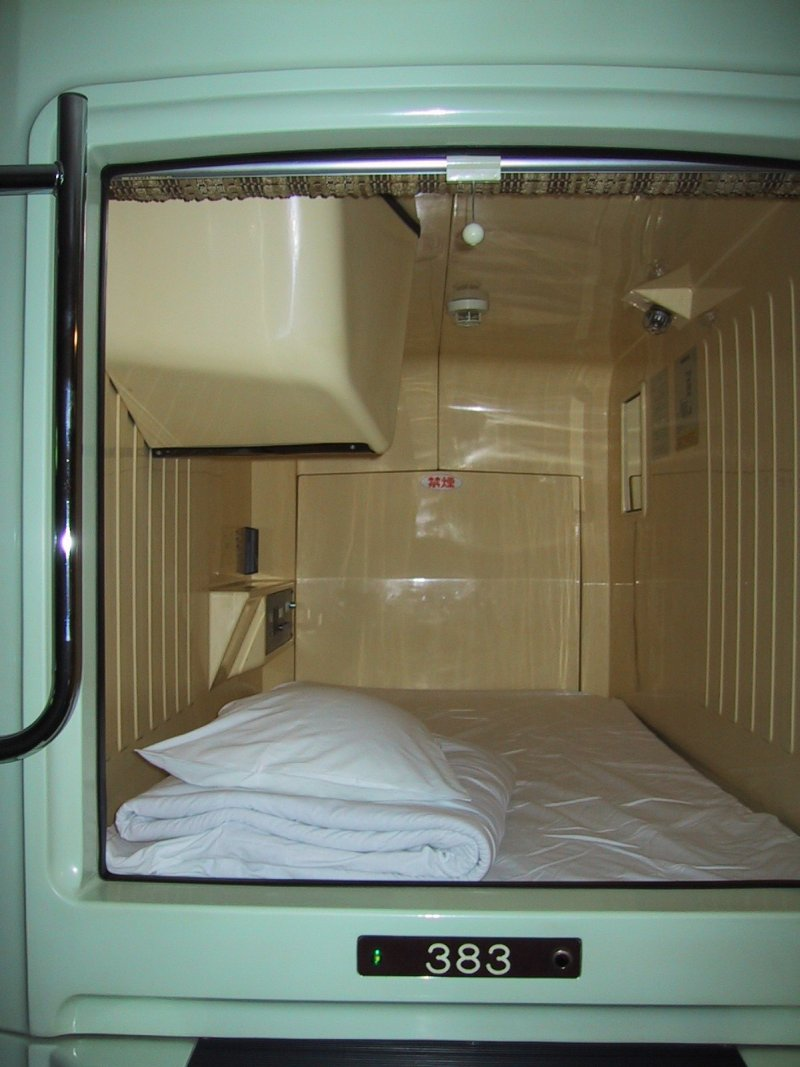
カプセルホテル内の「カプセル」。全体的に狭いレトロタイプ

大部屋の中に2段に積まれたカプセル状の簡易ベッドが設置されており、利用者はこのカプセル内に入って就寝する。カプセル中には寝具のほかに照明灯、換気扇、目覚まし時計、ラジオ、小型テレビ（天井から吊される）などを備えている。これらが寝たまま操作できるよう、機能的に配置されている。出入口は部屋の短辺側（足側）にある縦型と、長辺側にある横型が存在し、外部とはブラインドやカーテンで仕切れるようになっている。ただし、遮音性はまったくないため、通路を歩く足音や他のカプセル内での目覚まし時計のアラーム、利用者のいびきなどについての懸念がある。また、客室に相当するカプセルは法律上では家具扱いとなるため、施錠はできない。別に鍵のかかるロッカーが用意されている。基本的に定員は1名で、未成年者の宿泊には保護者の同意書を求める場合がある。
共用の洗面室、トイレ、大浴場、シャワーブースなどを利用する。サウナ店などに併設されている場合は24時間入浴が可能な施設も多い。また、施設内に設けられているレストランやマッサージも24時間利用できるなどといった場合もある。

## 利用客の傾向
ビジネスホテルに比べて利用価格が安価なので、会社員や、個人旅行の若い学生・社会人が経費・旅費の節約を目的として利用することが多い。また、予約なしでの飛び込み（ウォークイン）利用ができるので、終電や深夜バスなどの交通機関の最終便を乗り逃してしまった際、自宅までの距離によってはタクシーで帰宅するよりもカプセルホテルに宿泊したほうが安価であるため、利用する客も多い。ビジネスホテルが満室のため、やむを得ず利用する場合もある。ただし、人気のあるカプセルホテルをはじめとして、夏休みといった旅行シーズンや周辺で大規模なイベント（コンサートやスポーツ競技など）がある際には満室になりやすく、ウェブサイトや旅行会社での事前予約を薦めている場合も多い。
日本の大都市の地価や治安事情などから生まれたが、日本国外にはこのような形状のホテルが存在しない地域が多いため、主に欧米の観光客が体験的に宿泊するケースもある。もっとも、海外でもクアラルンプール国際空港のLCCターミナルなど、低価格の宿泊施設としてこの形態の宿泊施設が増えつつある。

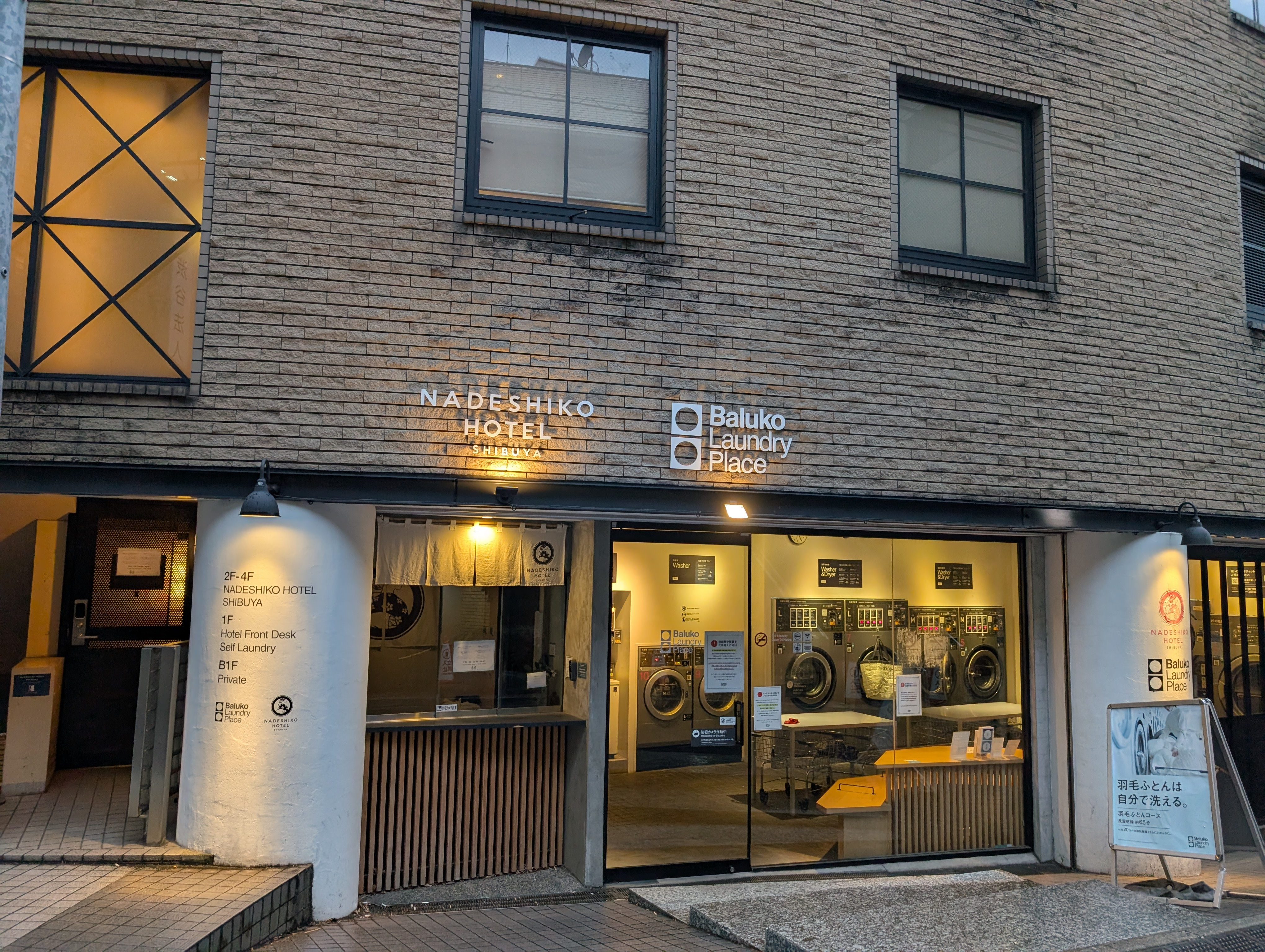
女性専用カプセルホテル NADESHIKO HOTEL SHIBUYA（東京都渋谷区神泉町）

長らく男性用というイメージが強かったが、2012年時点では女性の宿泊に対応した施設も見られるようになってきた。また、施設によってはカプセルと通常の個室の両方を備えるところもあるほか、2段カプセルのほかに、天井や床面積を広く取り、机や椅子を設けたパーティションを備えた1段型の「キャビンタイプ」と呼ばれる設備を持つカプセルホテルも増えている（この場合、ロッカーもパーティション内に置かれる）。サービス面や収容力の違いから、キャビンタイプの宿泊料金は2段カプセルホテルとビジネスホテルの中間程度の価格帯に設定されていることが通常である。

## 応用例
- 24時間体制のテレビ局・ラジオ局本社の報道・放送部門や全国紙本社に設置されている仮眠室は、カプセルホテル形態の設備になっていることがあり[4][5]、他にも病院や消防署など24時間体制の機関の仮眠室がカプセルホテルの形態を導入している[6]。
- 中国には日本のカプセルホテルというアイデアを持ち帰ってヒントにした賃貸マンション「カプセルマンション」が存在する[7]。
- 2018年、サウジアラビアの慈善団体が日本からカプセルを輸入し、大巡礼（ハッジ）時に仮眠用施設として無料で提供することを始めた[8]。

### フェリー
日本近海を航行するフェリーでも、2010年代に入りカプセルホテル同様の寝台を持つ船が増えている。フェリーの場合はプライベート性への配慮に加え、荒天時に上段への出入りを安全に行うため、出入り口を長手方向にして上段と下段を互い違いにし、上段へは階段で出入りする船が多い。

#### 運行中
※2023年現在。
- 商船三井さんふらわあ
  - 「さんふらわあ ふらの」「さんふらわあ さっぽろ」：「コンフォート」
  - 関西-九州航路：「プライベートベッド」
- 名門大洋フェリー：「ツーリスト」
- 新日本海フェリー：「ツーリストA」「ツーリストC」
- 東京九州フェリー：「ツーリストA」
- オーシャン東九フェリー：「2等洋室」
- 太平洋フェリー：「B寝台」「C寝台」
- 阪九フェリー：「スタンダード洋室」

#### 過去
- 太平洋フェリー
  - 「いしかり（2代）」「きたかみ」：「A寝台」
- 阪九フェリー
  - かつて「2等寝台A」でカプセルホテルの設備を共用していた時期があった。現在はビジネスホテルのシングルルームに近い形に変更されている。

## 備考
東京都中央区は、地元商店街に街の風格や景観保持の面から敬遠する声も強いことを反映し、銀座地区でカプセルホテルをはじめとする割安な宿泊施設の新規開業を規制し、地区計画を2017年7月にも変更して宿泊客数に応じた面積に区独自の基準を設ける方針を明かした。銀座1丁目から8丁目だけに適用する例外措置として、地区計画を変更することが明らかになった。9月以降には、関連する条例の改正も予定する方針である。これとは別に、中央区は宿泊施設のロビーについても、規制を設ける。定員1人につき0.4平方メートルの確保を義務付ける。施設の総定員が100人のホテルの場合、ロビーの広さを40平方メートル確保する必要がある。それに加え、ロビーは1階で道路に面していなければならない。客室をなるべく多く設けようとロビーをあまりつくらない「レンタルルーム」や、ラブホテルなどの業態の新規開業を実質的に規制する狙いである。